# آنتونیو پیترانجلی
آنتونیو پیترانجلی (ایتالیایی: Antonio Pietrangeli؛ ۱۹ ژانویهٔ ۱۹۱۹ – ۱۲ ژوئیهٔ ۱۹۶۸) کارگردان، هنرپیشه و فیلم‌نامه‌نویس اهل ایتالیا بود.
از فیلم‌ها یا مجموعه‌های تلویزیونی که وی در آن‌ها نقش داشته‌است، می‌توان به بی‌غیرت ارجمند اشاره نمود.